# Pizzo Gaglianera
Pizzo Gaglianera – szczyt w Alpach Lepontyńskich, części Alp Zachodnich. Leży w Szwajcarii w kantonie Ticino, blisko granicy z Włochami. Należy do podgrupy Alpy Adula. Można go zdobyć ze schroniska Capanna Scaletta (2205 m).